# Grande Yemen

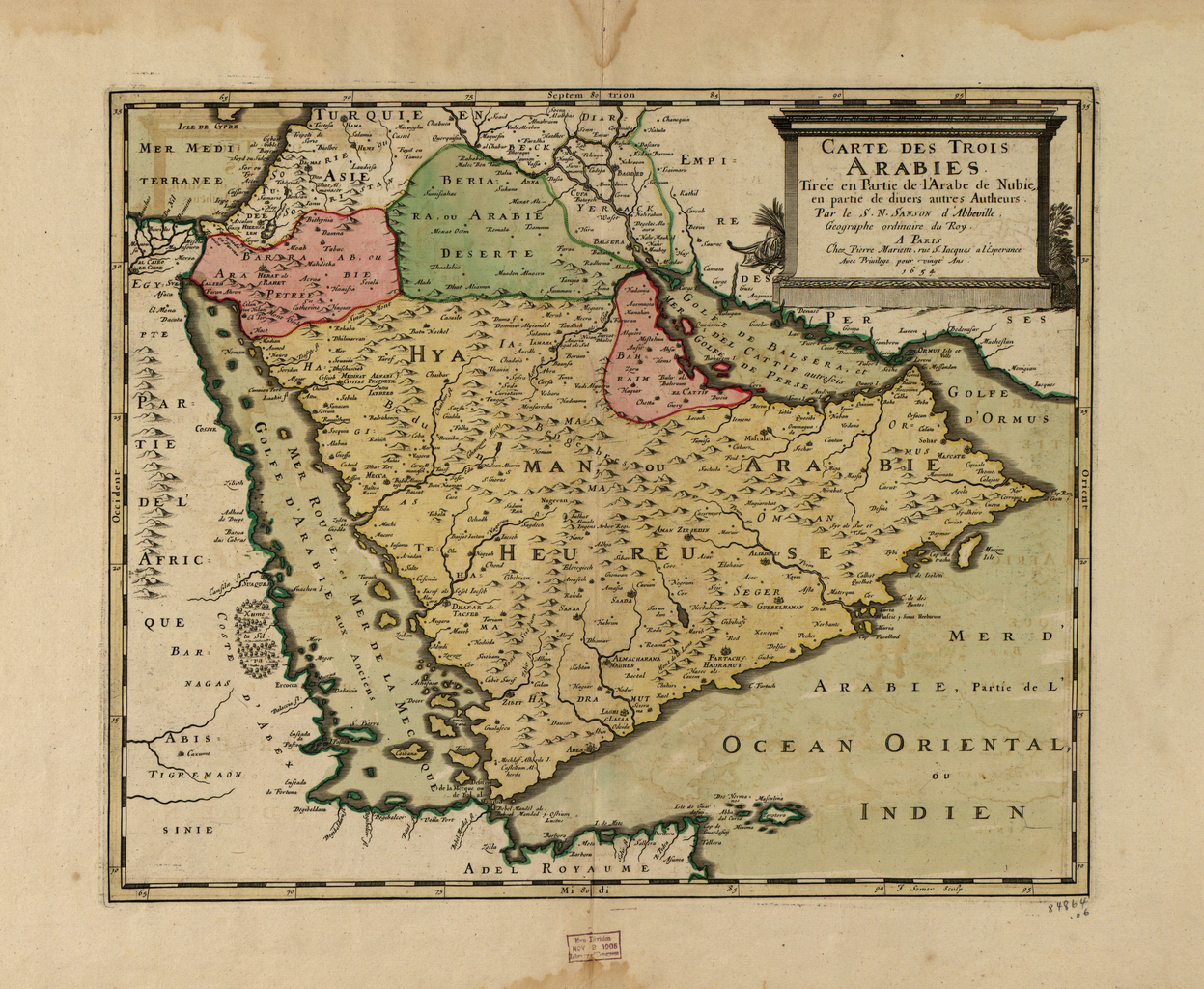
In questa mappa dettagliata del XVII secolo, quasi tutta la penisola arabica è "Yemen".

Il Grande Yemen (in arabo اليمن الكبرى‎?, Al-Yaman al-Kubrā) noto anche come Arabia meridionale è un termine geografico che indica i territori della storica Arabia meridionale che comprendeva l'attuale territorio della Repubblica dello Yemen e le regioni saudite di 'Asir, Najran, Jizan, le isole adiacenti nel Mar Rosso, le parti adiacenti di Tihamah e il governatorato di Dhofar dell'Oman.
Il Grande Yemen è anche un termine politico che denota l'aspirazione irredentista di una unione di queste aree in uno stato comune. Queste affermazioni si basano sulla nozione storica di Bilad al-Yaman (la Terra della penisola meridionale), nonché sullo stato della dinastia dei Rasulidi del XIII-XV secolo e sullo stato degli Zaidi tra la fine del XVII e l'inizio del XVIII secolo che comprendeva la maggior parte del territorio del Grande Yemen.
Nel XX° secolo, l'imam Yahya Muhammad Hamid ed-Din, re del Regno Mutawakkilita dello Yemen (Yemen settentrionale) tentò di realizzare queste aspirazioni, ma riuscì solo a consolidare il suo controllo nell'Alto Yemen, nel Basso Yemen, a Ma'rib e nel Basso Tihama. Espresse la sua rivendicazione ad Aden e al Protettorato di Aden in vari trattati, come nel Trattato italo-yemenita del 1926. Fu costretto a riconoscere il controllo saudita su Asir e non fu in grado di allontanare gli inglesi dall'entroterra di Aden o Hadhramaut. Il controllo britannico di Aden fu anche sfidato dal suo successore, il re Ahmad ibn Yahya, che non riconobbe la sovranità britannica in Arabia meridionale e che aveva anch'egli l'ambizione di creare un Grande Yemen unificato. Alla fine degli anni '40 e all'inizio degli anni '50, lo Yemen fu coinvolto in una serie di scontri di confine lungo la contesa violet line, una linea di demarcazione anglo-ottomana del 1913 che servì a separare lo Yemen dal protettorato di Aden.
Dopo che Aden ottenne l'indipendenza dalla Gran Bretagna negli anni '60, si unì allo Yemen del Nord nel 1990 per formare la Repubblica dello Yemen, che vide la maggior parte del Grande Yemen governare come un unico sistema politico per la prima volta in quasi due secoli. Il Movimento per lo Yemen del Sud, tuttavia, ha cercato dal 1994 la secessione dallo Yemen meridionale.